# Souvenir de Nizza
Souvenir de Nizza, op. 200, är en vals av Johann Strauss den yngre. Den spelades första gången sommaren 1857 i Pavlovsk i Ryssland.

## Historia
Valsen Erinnerung an Nizza publicerades både i Sankt Petersburg och i Wien, då med den ändrade titeln Souvenir de Nizza. Den tillägnades kejsarinnan Maria Alexandrovna av Ryssland. Strauss hade redan året innan skrivet en annan vals till kejsarinnan: Krönungslieder (op. 184). Först 1858 framfördes valsen i Wien, då Strauss spelade den vid en välgörenhetskonsert i Sofiensäle den 8 februari.

## Om valsen
Speltiden är ca 8 minuter och 37 sekunder plus minus några sekunder beroende på dirigentens musikaliska tolkning.

## Weblänkar
- Souvenir de Nizza i Naxos-utgåvan.